# Dere thoracica
Dere thoracica är en skalbaggsart som beskrevs av White 1855. Dere thoracica ingår i släktet Dere och familjen långhorningar.
Artens utbredningsområde är Laos. Inga underarter finns listade i Catalogue of Life.